# Goniurosaurus lichtenfelderi
Goniurosaurus lichtenfelderi — вид геконоподібних ящірок родини еублефарових (Eublepharidae). Ендемік В'єтнаму.

## Поширення і екологія
Goniurosaurus lichtenfelderi мешкають на півночі В'єтнаму. Вони живуть у тропічних лісах. серед гранітних скель, на висоті від 100 до 600 м над рівнем моря.

## Збереження
МСОП класифікує цей вид як вразливий. Goniurosaurus lichtenfelderi загрожує знищення природного середовища та вилов з метою продажу.